# 破土
《破土》（New Bloom）是一个中、英文线上杂志、新媒体平台和社会运动组织，持馬克思主義、無政府主義等基進左翼立场，在2014年太陽花運動后由一群学生和社会运动人士成立。
创办人之一和主编是台湾裔美国活动人士丘琦欣。该组织的运营和受众主要基于台湾、香港和美国，关注台灣及亞太地区的经济、政治和社会议题。

## 中国平台
「破土工作室」注册于2014年7月11日， 包括网站「破土网」和「破土工作室」微信公众号两个主体。该平台主要创建者是左楠，位于北京，目的是让欠薪、加班、工伤、职业病之苦而又维权乏力的弱势人群更多地进入公共视野，其工作重点关注工人权利。该版破土的英文名称Ground Breaking。
2016年5月30日，破土工作室官网遭网信办封锁。9月3日，「破土工作室」微信公众号发布解散声明。10月17日，更名为「土逗公社」（Tootopia）。2018年8月遭封禁，后以小号「一颗土逗」复出。2019年5月8日，破土网主编吴琼文倩被北京警方拘留后被失踪，被捕原因与2018年7月的深圳佳士事件有关。2019年9月，相关账号和平台全部注销。